# Distrito Sexto Costa de Nogoyá
Distrito Sexto Costa de Nogoyá es una comuna de 1ª categoría del sector noroeste del distrito Costa de Nogoyá (o Sexto) del departamento Gualeguay en la provincia de Entre Ríos, República Argentina. 
La población de la jurisdicción de la junta de gobierno es rural dispersa y era de 757 personas según el censo de octubre de 2010, de los cuales 391 eran varones. En el censo de 2001 registró 1055 habitantes, de los cuales 555 eran varones, por lo que su población disminuyó un 28,25 %, principalmente por emigración a los centros urbanos cercanos.
El centro rural de población fue creado por decreto 1299/1984 MGJE del 18 de abril de 1984, estableciéndose sus límites jurisdiccionales por decreto 1395/1997 MGJE del 29 de mayo de 1997. La junta de gobierno fue elevada a la 1ª categoría por decreto 5044/2000 MGJE del 2 de noviembre de 2000.
Su jurisdicción limita al oeste con el arroyo Nogoyá, límite con el departamento Nogoyá, y al este con el arroyo del Animal. La ruta provincial 11 con pavimento asfáltico es su límite sur. A partir de ella y de sureste a noroeste la atraviesa la ruta provincial enripiada E. La ruta provincial 14 es su límite norte. 
La primera junta de gobierno fue designada por decreto 1300/1984 MGJE del 18 de abril de 1984, con un presidente, 4 vocales titulares, y dos suplentes. La segunda junta de gobierno fue designada por decreto 2785/1985 MGJE del 31 de julio de 1985. La tercera fue designada por decreto 7166/1987 MGJE del 23 de noviembre de 1987. La cuarta fue designada por decreto 2138/1992 MGJE del 12 de mayo de 1992. La quinta fue designada por decreto 4918/1995 MGJE del 22 de noviembre de 1995. La sexta fue designada por decreto 1691/1996 MGJE del 31 de mayo de 1996.
Desde 2003 la junta de gobierno de Distrito Sexto Costa de Nogoyá pasó a ser electiva luego de la reforma de la ley N.º 7555, correspondiéndole 1 presidente, 7 vocales titulares, y 3 vocales suplentes, por períodos de 4 años. Se utiliza el circuito electoral 138-6° Distrito-Costa de Nogoyá.

## Comuna
La reforma de la Constitución de la Provincia de Entre Ríos que entró en vigencia el 1 de noviembre de 2008 dispuso la creación de las comunas, lo que fue reglamentado por la Ley de Comunas n.º 10644, sancionada el 28 de noviembre de 2018 y promulgada el 14 de diciembre de 2018. La ley dispuso que todo centro de población estable que en una superficie de al menos 75 km² contenga entre 700 y 1500 habitantes, constituye una comuna de 1ª categoría. La Ley de Comunas fue reglamentada por el Poder Ejecutivo provincial mediante el decreto 110/2019 de 12 de febrero de 2019, que declaró el reconocimiento ad referéndum del Poder Legislativo de 34 comunas de 1ª categoría con efecto a partir del 11 de diciembre de 2019, entre las cuales se halla Distrito Sexto Costa de Nogoyá. La comuna está gobernada por un departamento ejecutivo y por un consejo comunal de 8 miembros, cuyo presidente es a la vez el presidente comunal. Sus primeras autoridades fueron elegidas en las elecciones de 9 de junio de 2019.